# Takbo, Bilis, Takbo
Takbo, Bilis, Takbo – filipiński film fabularny (horror komediowy) z 1987 roku.
W filmie duch prześladuje parę bliźniaków.

## Nagrody i wyróżnienia
- 1988:
  - 2 nominacje do nagrody FAMAS w kategorii najlepszy aktor dziecięcy (Raymond Gutierrez i Richard Gutierrez)